# Produit informatique standard
Un produit informatique standard ou produit informatique COTS (sigle emprunté à l'expression d'origine anglaise « commercial off-the-shelf » qui signifie : vendu sur étagère) désigne tout produit informatique fabriqué en série et disponible dans le commerce, non réalisé pour un projet en particulier.
Ces produits informatiques (logiciel ou matériel) sont de plus en plus utilisés dans des projets qui ont pour but de réduire les coûts de conception, de fabrication et de maintenance.

## Matériel informatique standard
L'histoire du compatible PC est un bon exemple de matériel informatique COTS.

## Logiciel standard
En génie logiciel le produit informatique COTS désigne un développement de logiciel qui répond aux besoins spécifiques de plusieurs clients qui peuvent l’utiliser de manière autonome. C'est un logiciel standard qui est vendu en grande distribution ou par l'intermédiaire d'un grossiste lorsqu'il s'agit d'un progiciel (ex. : un pack Office, un serveur web, un lecteur vidéo, etc.).
L'article 2 du Cahier des Clauses Administratives Générales relatif aux Techniques de l'Information et de la Communication (CCAG-TIC) préfère utiliser le terme de logiciel standard plutôt que logiciel COTS emprunté à la langue anglaise.